# 鈴村進
鈴村 進（すずむら すすむ、1930年8月20日 - 2021年12月19日）は、日本の著作家、評論家。

## 来歴
愛知県出身。名古屋大学法学部卒業。会社役員を経て、文筆家となる。歴史ビジネス書、のちには大河ドラマ関連本を書く。

## 著書
- 『ビフテキと粟粥 限界の時代に甦る鷹山式経営』オーエス出版　1980
- 『大江戸回り舞台 東京芸能名所案内』東京新聞出版局　1981
- 『ビジネスマン110のタブー 職場で失敗しないために』オーエス出版　1981
- 『甲陽軍鑑を読む 武田信玄はどんな経営者だったのか?』オーエス出版　1988
- 『上杉鷹山に学ぶ』三笠書房・知的生きかた文庫　1989
- 『「四書五経」入門』オーエス出版　1989
- 『ビジネスマン95のタブー』三笠書房・知的生きかた文庫、1990.6.
- 『部下・後輩ができたら読む本 叱り方・ほめ方・任せ方 <頼れる上司>と言われるための35項』かんき出版　1991
- 『『三河物語』に学ぶ 徳川三百年政権の組織基盤は、いかにして創られたのか』オーエス出版　1993
- 『中村天風「勝ちぐせ」のセオリー』三笠書房　1994　のち知的生きかた文庫
- 『人生「耳より」日記 松浦静山『甲子夜話』より』三笠書房・知的生きかた文庫　1995
- 『中村天風自分から逃げるな』三笠書房　1995
- 『パートナー・ディスカッション この「一言」が口に出る人を大事にせよ、会社は危機と無縁になる!』三笠書房　1995
- 『石田梅岩人生の足場をどこにすえるか もっと楽しく生きられる「心」の哲学』大和出版　1996
- 『自分の評価を高める生き方 ビジネスマンの成功法則』三笠書房・知的生きかた文庫　1996
- 『毛利元就 人間通』三笠書房　1996
- 『山岡鉄舟に学ぶ人間の器 敵も味方も惚れ込む人望力』大和出版　1996
- 『勝海舟敵に味方あり味方に敵あり 「ここ一番」に強い男の処世訓』大和出版　1997
- 『徳川慶喜 家康の再来と恐れられた男』三笠書房　1997
- 『中村天風成功する人 何が自分を強くし、賢くするのか!』三笠書房　1997
- 『勇気 細井平洲/上杉鷹山』黙出版　1997　Moku books
- 『元禄忠臣蔵』三笠書房・知的生きかた文庫　1998
- 『早わかり「徳川三代」』三笠書房・知的生きかた文庫　1999
- 『細井平洲と上杉鷹山』三笠書房・知的生きかた文庫、1999
- 『この一冊で義と愛の戦国武将直江兼続がわかる! 名参謀の決断と発想法』こう書房　2008
- 『上杉鷹山「奇跡」の経営』三笠書房　2009
- 『交渉人勝海舟 対話と圧力、駆け引きの名手』ダイヤモンド社　2010
- 『しがみつかない-『徒然草』のススメ』三笠書房・知的生きかた文庫　2010

## 参考
- 交渉人勝海舟―対話と圧力、駆け引きの名手 - 紀伊國屋書店BookWeb